# Клейтония виргинская
Клейто́ния вирги́нская (лат. Claytonia virginica) — вид двудольных цветковых растений, включённый в род Клейтония (Claytonia) семейства Монтиевые (Montiaceae).

## Ботаническое описание

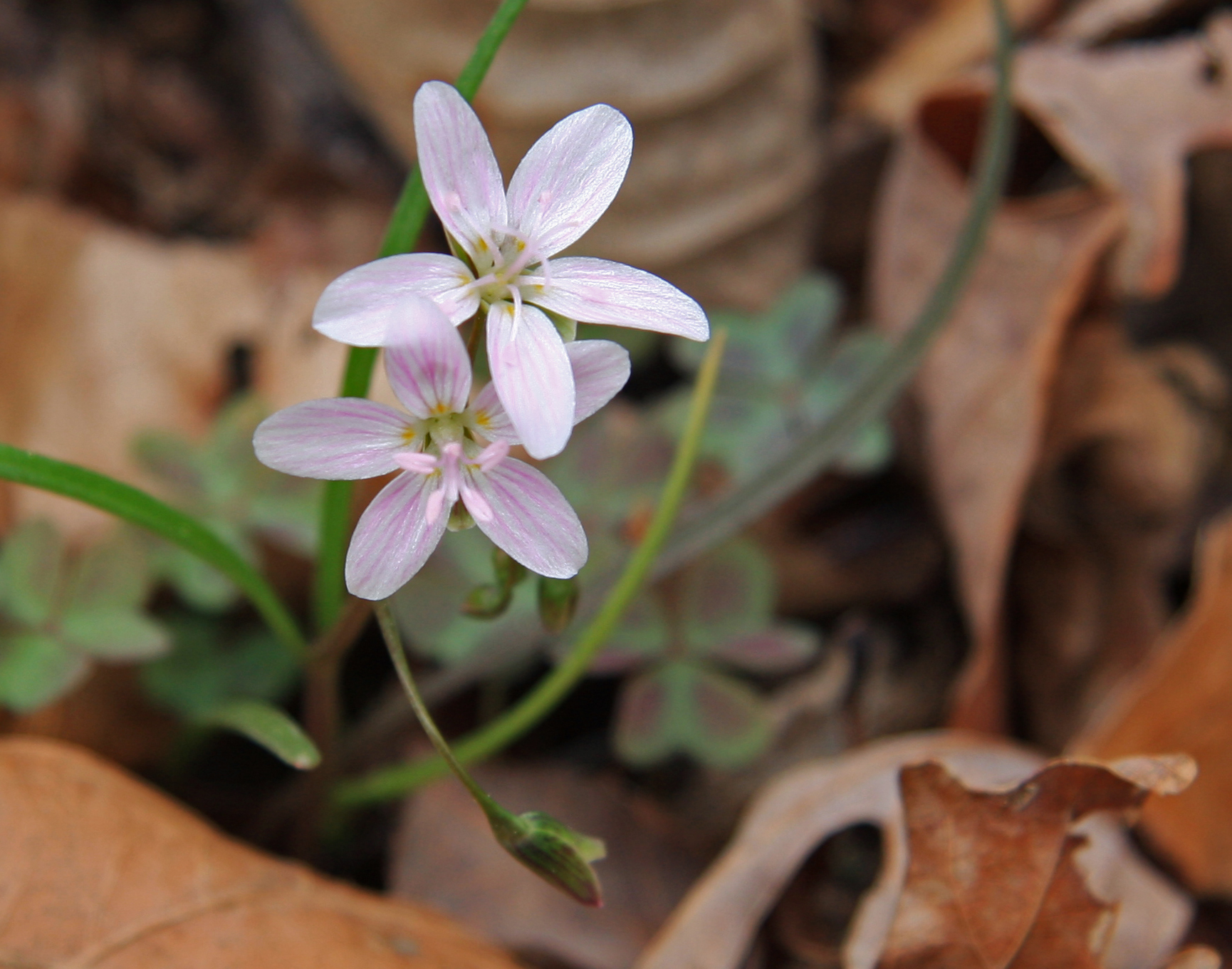
Цветки клейтонии с розовыми прожилками

Клейтония виргинская — многолетнее травянистое растение, не превышающее 30 см в высоту. Прикорневые листья на длинных черешках до 20 см длиной, 3—14 см, стеблевые листья линейные, сидячие, до 10 см.
Цветки собраны по 6—15 в кистевидное соцветие на конце стебля, до 1,2 см в диаметре. Прицветник обычно один. Венчик состоит из пяти свободных лепестков белого или светло-розового цвета, иногда с розовыми прожилками, очень редко жёлтый или оранжевый. Опыляются мухами-жужжалами.
Плод — коробочка до 4 мм длиной, с блестящими гладкими тёмно-коричневыми семенами до 2 мм шириной.
Число хромосом от 2n = 12 до 2n = 190.

## Ареал
Клейтония виргинская распространена в центральной части Северной Америки. Северная граница ареала — Нова-Скотия, южная — Канзас и Вирджиния.

## Таксономия
|  |                                      |  |                                                         |                                                         |                     |  | ещё 33 семейства (согласно Системе APG III) | ещё 33 семейства (согласно Системе APG III) |                          |  |  |  | ещё около 25 видов |
|  |                                      |  |                                                         |                                                         |                     |  | ещё 33 семейства (согласно Системе APG III) | ещё 33 семейства (согласно Системе APG III) |                          |  |  |  | ещё около 25 видов |
|  |                                      |  |                                                         | порядок Гвоздичноцветные                                |                     |  |                                             |                                             | род Клейтония            |  |  |  |                    |
|  |                                      |  |                                                         | порядок Гвоздичноцветные                                |                     |  |                                             |                                             | род Клейтония            |  |  |  |                    |
|  | отдел Цветковые, или Покрытосеменные |  |                                                         |                                                         | семейство Монтиевые |  |                                             |                                             | вид Клейтония виргинская |  |  |  |                    |
|  | отдел Цветковые, или Покрытосеменные |  |                                                         |                                                         | семейство Монтиевые |  |                                             |                                             |                          |  |  |  |                    |
|  |                                      |  | ещё 58 порядков цветковых растений (по Системе APG III) | ещё 58 порядков цветковых растений (по Системе APG III) |                     |  |                                             | ещё 13 родов                                | ещё 13 родов             |  |  |  |                    |
|  |                                      |  |                                                         | ещё 58 порядков цветковых растений (по Системе APG III) |                     |  |                                             |                                             | ещё 13 родов             |  |  |  |                    |

### Синонимы
- Claytonia bodinii Holz., 1893
- Claytonia cautiflora Sweet, 1830
- Claytonia grandiflora Sweet, 1827
- Claytonia media (DC.) Link, 1831
- Claytonia multicaulis var. robusta Somes, 1910
- Claytonia robusta (Somes) Rydb., 1931
- Claytonia virginica f. hammondiae Kalmb., 1970
- Claytonia virginica var. hammondiae (Kalmb.) Doyle, W.H.Lewis & D.B.Snyder, 1992
- Claytonia virginica var. media DC., 1828